# Saint-Hilaire-Peyroux
 Saint-Hilaire-Peyroux  là một xã thuộc tỉnh Corrèze trong vùng Nouvelle-Aquitaine miền trung Pháp.